# Laura de Bigorra
Laura de Chabanès († 1316) fou comtessa de Bigorra de 1283 a 1292. Era filla de Jordà Esquivat III, senyor de Chabanès i de Confolens, i d'Alícia o Alix de Montfort, comtessa de Bigorra.

## Biografia
El seu germà Esquivat de Chabanès va morir el 1283, deixant-li el comtat de Bigorra, que Gastó VII de Bearn, vidu de la seva tia Mata de Matha li va discutir immediatament. A més, la seva àvia la comtessa Peronella de Bigorra al final de la seva vida havia el govern del comtat al seu cunyat Simó V de Montfort, comte de Leicester i governador de Gascunya o Guiena i aquest pas havia estat interpretat pel beneficiari com una donació; Alix de Montfort, i després Esquivat havien aconseguit fer fracassar les pretensions del comte de Leicester; el 1265, Simó V de Montfort s'havia revoltat contra el rei Enric III d'Anglaterra i havia estat vençut i mort el 1265 a la batalla d'Evesham. El rei d'Anglaterra havia confiscat llavors els seus béns, i va decidir el 1283 reprendre les pretensions de Simó de Montfort sobre Bigorra. Enfront d'ell, Laura no podia fer res i va veure com el seu comtat era reunit als dominis del rei d'Anglaterra.
Laura va intentar llavors un procés i demana l'ajuda de Felip IV el Bell, tei de França, inquiet d'aquesta annexió pel seu rival. Però el rei de França invoca un acte d'un antic comte de Bigorra, Bernat II de Bigorra, que havia posat el comtat el 1062 sota la protecció de Notre-Dame du Velay, interpretant aquesta protecció com una donació, i com el Velay estava unit a la corona francesa, Felip IV va posar la Bigorra sota segrest el 1292 i en va prendre possessió el 1302. Fou llavors el seu fill Carles IV de França que el va reunir a la Corona el 1322.

## Matrimonis i fills
Es casa en primeres noces amb Simó de Rochechouart, senyors d'Availles, i va donar llum a:
- Aimeric de Rochechouart († 1304)
- Adelais
- Letícia, casada el 1284 amb Ramon VI († 1304), vescomte de Turena

Vídua, es casa de nou amb Ramon V († 1284), vescomte de Turena, però no va tenir fills. Va casar a la seva filla Letícia amb el fill d'un primer matrimoni del seu segon marit.